# Ambrosianischer Ritus
Der ambrosianische Ritus ist ein liturgischer Ritus der lateinischen Kirche, der größten Teilkirche der römisch-katholischen Kirche. Er wird im größten Teil der Kirchenprovinz Lombardei, in einigen angrenzenden Gebieten und in ungefähr fünfzig Pfarren des Bistums Lugano (Schweiz) noch heute verwendet.

## Geschichte
Der ambrosianische Ritus wird auf den heiligen Ambrosius zurückgeführt, mit dem er aber erst im 8. Jahrhundert in Verbindung gebracht wurde. Man nimmt an, dass die meisten Texte von Ambrosius stammen. Insbesondere in der Zeit der Karolinger wurde der Ritus seinem römischen Pendant angepasst, wobei er jedoch zahlreiche Eigenarten behaupten konnte, selbst nach dem Konzil von Trient, als Karl Borromäus die Anpassung förderte. Seine Eigenprägung zeigt sich unter anderem in der Euchologie (zahlreiche Präfationen), im Gesang (ambrosianischer Gesang), in den Leseordnungen sowie im Textgut und rituellen Besonderheiten, die Mailand unter orientalischem Einfluss oder durch seine Austauschbeziehungen mit Gallien übernommen hat.
Im Zuge der Liturgiereform des 2. Vatikanischen Konzils wurden die zugehörigen liturgischen Bücher unter der Autorität des Mailänder Erzbischofs erneuert. Die Liturgie wird heute in italienischer Sprache gefeiert.
In Deutschland hat das Studium der historischen ambrosianischen Liturgie ein Zentrum in der Benediktinerabtei Maria Laach gefunden.

## Unterschiede zum römischen Ritus
- Unterschiede in der Gliederung und liturgischen Feiergestalt des Kirchenjahrs:[2]
  - Die Adventszeit beginnt bereits am ersten Sonntag nach dem Martinstag (11. November), hat demnach also sechs Adventssonntage.[3]
  - Die Fastenzeit beginnt erst am Sonntag nach Aschermittwoch. Die liturgische Farbe in der Fastenzeit ist schwarz für die Wochentage und dunkelviolett (morello) für die Sonntage, für die Karwoche rot.
  - Eine eigentliche „Zeit im Jahreskreis“ gibt es nicht. Zwischen Weihnachts- und Fastenzeit liegen die „Sonntage nach Epiphanie“ (liturgische Farbe: grün); auf die Osterzeit (weiß) und Pfingsten folgen die „Sonntage nach Pfingsten“ (rot), nach dem 29. August (Martyrium Johannes des Täufers) die „Sonntage nach dem Martyrium des Heiligen Vorläufers Johannes“ (rot) und nach dem 16. Oktober (Weihetag des Mailänder Doms) die „Sonntage nach dem Weihetag“ (grün).
- Einige Unterschiede in der heiligen  Messe:
  - Beim Kyrie heißt die Anrufung immer Kyrie eleison („Herr, erbarme dich!“), nie Christe eleison („Christus, erbarme dich!“).
  - Die 2008 durch die Einführung neuer Lektionare festgelegte Leseordnung unterscheidet sich von der römischen Leseordnung. Nicht nur am Sonntag gibt es drei Lesungen, sondern auch am festlicher gestalteten Samstag (Lesung, Epistel, Evangelium) sowie an den Werktagen von Advents- und Fastenzeit (zwei alttestamentliche Lesungen, Evangelium).[4]
  - Vor der Lesung bekommt der Lektor vom zelebrierenden Priester den Segen wie im römischen Ritus der Diakon vor der Verkündigung des Evangeliums.
  - Der Friedensgruß wird nach dem Wortgottesdienst, also zu Beginn der Eucharistiefeier ausgetauscht.
  - Das Credo folgt auf die Gabenbereitung.
  - Die Brotbrechung findet schon vor dem Vaterunser statt.
  - Der Gesang zur Brotbrechung, der im römischen Ritus immer das Agnus Dei ist, gehört zum Proprium, hat also für jeden Tag einen anderen Text. Das Agnus Dei wird in der Totenmesse (Requiem) gesungen.
- Bei der Taufe wird nicht nur Wasser über den Kopf gegossen, sondern der Kopf wird ganz untergetaucht.

## Kirchenpolitische Relevanz
Die große kirchenpolitische Bedeutung des ambrosianischen Ritus wird oft übersehen. Besonders im Hochmittelalter legitimierte er die selbstbewusste Abgrenzung gegenüber den römischen Versuchen, das Erzbistum Mailand unter die päpstliche Vorherrschaft zu bringen. Aus der Ambrosiustradition wird in den Quellen des Früh- und Hochmittelalters zumeist eine Sonderrolle, wiederholt auch Gleichwertigkeit des Mailänder Erzbistums gegenüber Rom, abgeleitet. Für die religiöse Grundierung des mitunter hochfahrenden Mailänder Lokalpatriotismus ist er bis in die heutige Zeit von Bedeutung, auch wenn hier in den letzten Jahrzehnten ein Bedeutungsverlust festzustellen ist.

## Liturgische Bücher
Historische liturgische Bücher
- P. Cagin: Codex sacramentorum Bergamensis. Solesmes 1900.
- M. Magistretti: Manuale Ambrosianum ex codice saec. XI olim in unsum canonicae Vallis Travaliae in duas partes distinctum. Mailand 1904.
- M. Magistretti: Pontificale in usum Ecclesiae Mediolanensis necnon Ordines Ambrosiani ex codicibus saec. IX–XV. Mailand 1897.
- A. Ratti, M. Magistretti: Missale Ambrosianum Duplex. Mailand 1913.

Aktuelle liturgische Bücher
- Missale Ambrosianum iuxta ritum sanctae ecclesiae Mediolanensis ex decreto sacrosancti oecumenici concilii Vaticani II instauratum. Auctoritate Ioannis Colombo sanctae Romanae Ecclesiae presbyteri cardinalis archiepiscopi Mediolanensis promulgatum. Mailand 1981.
- Messale Ambrosiano secondo il rito della santa Chiesa di Milano. Riformato a norma dei decreti del Concilio Vaticano II. Promulgato dal Signor Cardinale Giovanni Colombo, arcivescovo di Milano. 2 Bände, Mailand 1976 (Nachdrucke: 1986, 1990).
- Lezionario Ambrosiano secondo il rito della Santa Chiesa di Milano. Riformato a norma dei decreti del Concilio Vaticano II. Mailand 2008–2013 (die Bände I–III liegen in je einem Teilband für die Festtage und für die Wochentage vor):
  - Band I: Mistero della Incarnazione (Advent – Zeit nach Epiphanie)
  - Band II: Mistero della Pasqua (Fastenzeit – Pfingsten)
  - Band III: Mistero della Pentecoste (Zeit nach Pfingsten – Woche nach Christkönig)
  - Band IV: dei Santi (Gedenktage der Heiligen)